# Chieko Hase
Chieko Hase (jap. 長谷 千恵子, Hase Chieko) ist eine ehemalige japanische Fußballspielerin.

## Karriere
Hase wurde 1981 in den Kader der japanischen Nationalmannschaft berufen und kam bei der Fußball-Asienmeisterschaft der Frauen 1981 zum Einsatz. Insgesamt hat sie drei Länderspiele für Japan bestritten.